# Ladislas (archevêque de Salzbourg)
Ladislas de Silésie (en allemand : Ladislaus von Schlesien), ou Ladislas de Wroclaw (en polonais : Władysław wrocławski), né vers 1237 et mort le 27 avril 1270 à Salzbourg, est un prince issu de la dynastie polonaise des Piast, fils cadet du duc Henri II le Pieux. Il fut chancelier du roi Ottokar II de Bohême, ainsi que évêque élu de Bamberg et de Passau. Il est devenu archevêque de Salzbourg en 1265, régent du duché de Wrocław en 1266 et administrateur apostolique du diocèse de Wrocław en 1268. 

## Famille
Ladislas (Władysław) est le plus jeune fils de Henri II (mort en 1241), surnommé « le Pieux », duc de Silésie et duc princeps de Pologne, et de son épouse Anne (1204-1265), fille du roi Ottokar Ier de Bohême. Ses quatre frères aînés sont : 
- Boleslas II (mort en 1278), surnommé « le Chauve », duc de Silésie à Liegnitz ;
- Mieszko (mort en 1242), duc silésien à Lubusz ;
- Henri III (mort en 1266), surnommé « le Blanc », duc silésien à Wrocław (Breslau);
- Conrad II (mort en 1273/74), élu évêque de Passau (résigné en 1249), puis duc silésien à Głogów.

## Biographie

Les duchés de Silésie 1249-1273.

Lorsque son père est tué à la bataille de Legnica en 1241, il est encore enfant. Pour éviter de devoir partager le territoire d’Henri II entre tous ses fils, sa mère et ses frères aînés décident d’une carrière religieuse pour lui et son frère Conrad. Ladislas est envoyé à l’étranger pour faire des études. Contrairement à Conrad qui va revendiquer sa part d’héritage, il se tourne définitivement vers l’Église et étudie à Padoue. Lorsqu’il atteint sa majorité en 1248, il devient symboliquement coseigneur du duché de Wrocław à côté de son frère Henri le Blanc ; tous deux accordent à Wrocław le statut urbain de Magdebourg en 1261.
Ladislas, se contentant de rester dans l'ombre de son frère et approuvant ses décisions, a passé la plus grande partie de son temps à la cour de son cousin Ottokar II de Bohême à Prague. Celui-ci l’aide à faire une carrière fulgurante au sein de l’Église, carrière qu’il commence en tant que prévôt au chapitre de Vyšehrad en 1255. En 1256, il devient chanoine au diocèse de Bamberg, mais, au vu de sa jeunesse, sa succession pour le poste de l'évêque Henri de Bilversheim, mort en 1257, n'était pas possible faute de dispense papale. En 1262, Ladislas revient au chapitre de Wrocław en tant que scolastique. 
En 1265, alors que son frère Conrad venait de refuser le poste, le pape Clément IV nomme Ladislas évêque de Passau et, peu de temps après, archevêque de Salzbourg. Ladislas arrive à Salzbourg au printemps 1266. La même année, à la mort de son frère Henri le Blanc en décembre, il devient le seul régent à Wrocław. Il prend sous sa protection son jeune neveu Henri IV, sans renoncer à son archidiocèse. 
En 1267, il réussit à mener à bien le procès en canonisation de sa grand-mère Edwige de Silésie. Un an plus tard, il est nommé à la tête du diocèse de Breslau. Archevêque de Salzbourg, il ne peut en même temps être évêque de Wrocław. Officiellement, il devient l’administrateur apostolique du diocèse. 
Il meurt (empoisonné ?) le 27 avril 1270 laissant par testament la moitié du duché de Wrocław à laquelle il avait droit à son neveu Henri le Juste. Ladislas de Silésie est enterré dans la cathédrale Saint-Rupert de Salzbourg.